# Rey Mysterio
Rey Mysterio, született Oscar Gutierrez Rubio (San Diego, USA, 1974. december 11. egy mexikói-amerikai profi pankrátor, akit szerződése a WWE-hez köt. A WWE előtt a WCW-ban és az ECW-ban is tevékenykedett. Gutierrezt nagybátyja, Rey Misterio, Sr. edzette valamint tőle tanulta a Lucha Libre high flying stílust, amely azóta a névjegyévé vált.
Gutierrez eredetileg az Asistencia Asesoría y Administración-nak dolgozott 1992-től 1995-ig. 1995-től 1996-ig az ECW-nak majd 1996-tól 2001-ig a WCW-nak dolgozott mint Rey Misterio, Jr. vagy Rey Mysterio, Jr.. Később elhagyta nevéből a "Junior"-t mikor 2002-ben a WWE-nél kezdett dolgozni.
Mysterio világszerte híres a high flyer stílusáról, mely segített elindítani a középsúlyú (cruiserweight) kategória forradalmát az USA-ban a 90-es évek vége felé a WCW-ban. Ezen kívül a világon az egyik legjobb high flyer-nek tartják. Összesen 21 címet nyert a WWE-s és WCW-s pályafutását egybevetve. Mysterio volt a 21. pankrátor aki WWE Triple Crown Champion lett illetve ő a győztese a 2006-os Royal Rumble-nek.

## Pályafutása

### Korai évek
1974. december 11-én született San Diegóban. Már 8 éves korában rendszeresen edzett nagybátyja, Rey Misterio felügyelete alatt.
14 évesen debütált; első fellépése Tijuanában, Mexikóban volt (koránál fogva az Egyesült Államokban nem kaphatott licencet). Első fizetsége üdítő és szendvics volt.  A mexikói fellépésein sokszor bunyózott Psicosis-szal, aki később szintén WWE-s pankrátor lett. Karrierjük során már több mint 500-szor küzdtek meg egymással.

### Karrier az Egyesült Államokban
1996-ban az WCW-nál kezdte meg igazi karrierjét az Egyesült Államokban; 2002 óta szerződésben áll a WWE-vel. Látványos mozdulatainak köszönhetően hamar közönség kedvenc lett. Háromszor volt cirkálósúlyú bajnok és négyszer csapat bajnok (Edge-el, Rob Van Dam-mal, Eddie Guerrero-val és Batistával).

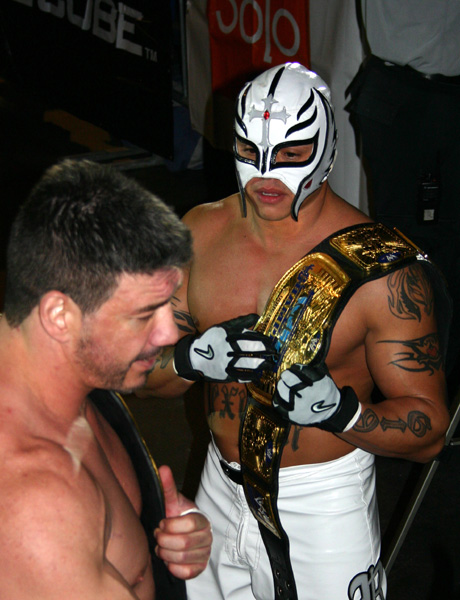

2006-ban megnyerte a Royal Rumble-t. Rekordot állított fel azzal, hogy ő volt a legtovább a ringben a Rumble történetében: 1 óra 2 perc 15 másodpercig. Legnagyobb sikere mégis a Nehézsúlyú Világbajnoki Cím volt, melyet egy triple threat mérkőzésen nyert meg Kurt Angle és Randy Orton ellen a WrestleMania 22-n.  Ő a legalacsonyabb és a legkönnyebb pankrátor, akinek sikerült ezt a címet megszereznie.
2006. október 20-án vesztette el az övet King Booker ellenében, bár ehhez kellett Chavo Guerrero segítsége is (egy székkel lecsapta Mysterio-t). Egy hosszas rivalizálás kezdődött kettejük között, melynek vége egy „I Quit” meccs volt. Amennyiben Rey veszít, el kell hagynia a WWE-t. A meccset elveszítette, távozására azért volt szükség, mert bokatörést szenvedett és meg kellett műteni. 2007 februárjában visszatért, ám még nem gyógyult meg teljesen. Umaga rárontott és úgy alakították a történetet, mintha Rey újra lesérült volna. A teljes értékű visszatérés SummerSlam-en történt. Kapott egy lehetőséget, hogy megküzdjön a nehézsúlyú címért Edge-vel, de újra lesérült, amit Big Show támadásával magyaráztak a WWE forgatókönyv írói; valójában azonban Mysterio bicepszszakadást szenvedett. 2008 júniusában tért vissza. 2009-ben a WrestleMania-n legyőzte JBL-t és interkontinentális bajnok lett.
Testmagassága és súlya miatt látványos és rizikós mozdulatokkal kell a közönség érdeklődését fenntartania, de így nagyobb a lehetősége annak, hogy megsérül a harc közben. Az övet Chris Jericho ellen bukta az Extreme Rules-on. A meccs végén Jericho még Rey maszkját is letépte. A bosszúra és az öv visszaszerzésére egy hónapot kellett várnia. Szeptember 4-én a SmackDown műsorában John Morrison vette el tőle az övet. Ez azért történt meg, mert Mysterio 30 napos eltiltást kapott pozitív drogtesztje miatt. Október elején tért vissza. Összeállt Batista-val, hogy megmérkőzzenek a Jericho/Big Show párossal a csapat bajnoki övekért, de nem sikerült a bravúr. Később viszályba is keveredtek egymással. Mivel térdműtétre szorult, Batista (a történet szerint) kórházig verte korábbi barátját.
Felépülése után a FÉM-mel (Feszes Élet Mozgalom) viaskodott. A Wrestlemania 26-on legyőzte a Straight Edge Society vezérét, CM Punk-ot. Barátja, a szintén pankrátor Eddie Guerrero halála megviselte; tiszteletére magára tetováltatta a nevét és némely meccseken egy "E.G." feliratú izomszorítót használt. 2012-ben újabb eltiltást következett be, ezúttal a WWE 60 napra tiltotta el, mert másodjára is vétett a szabályok ellen.

## Pankrációban

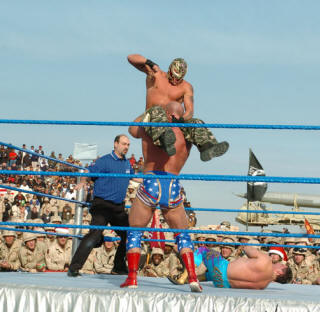

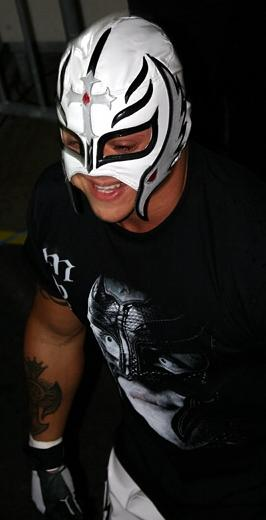

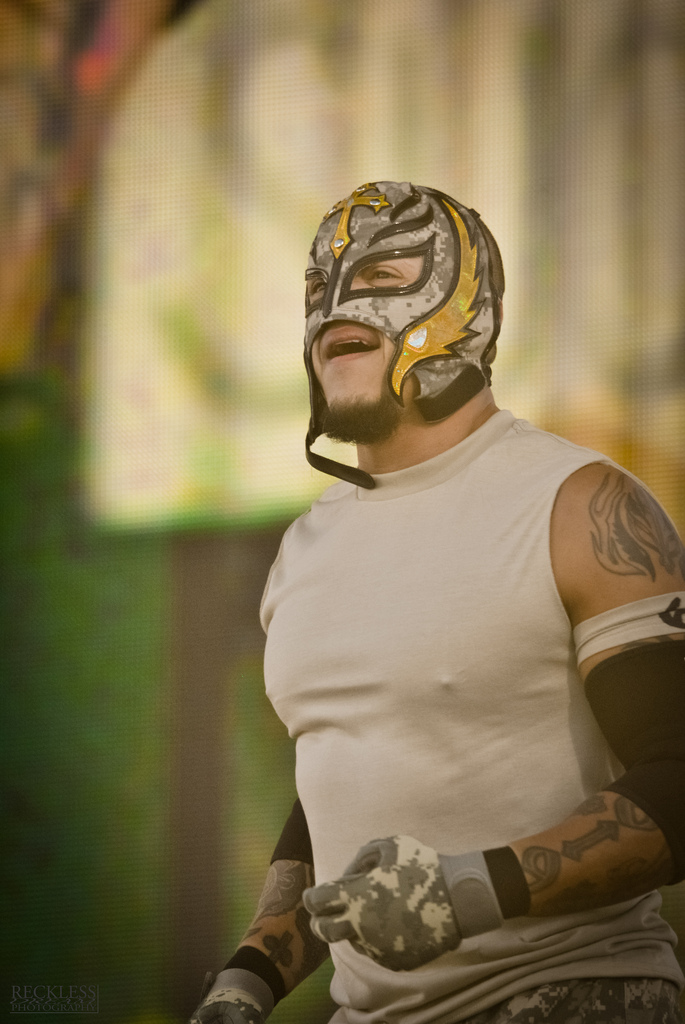

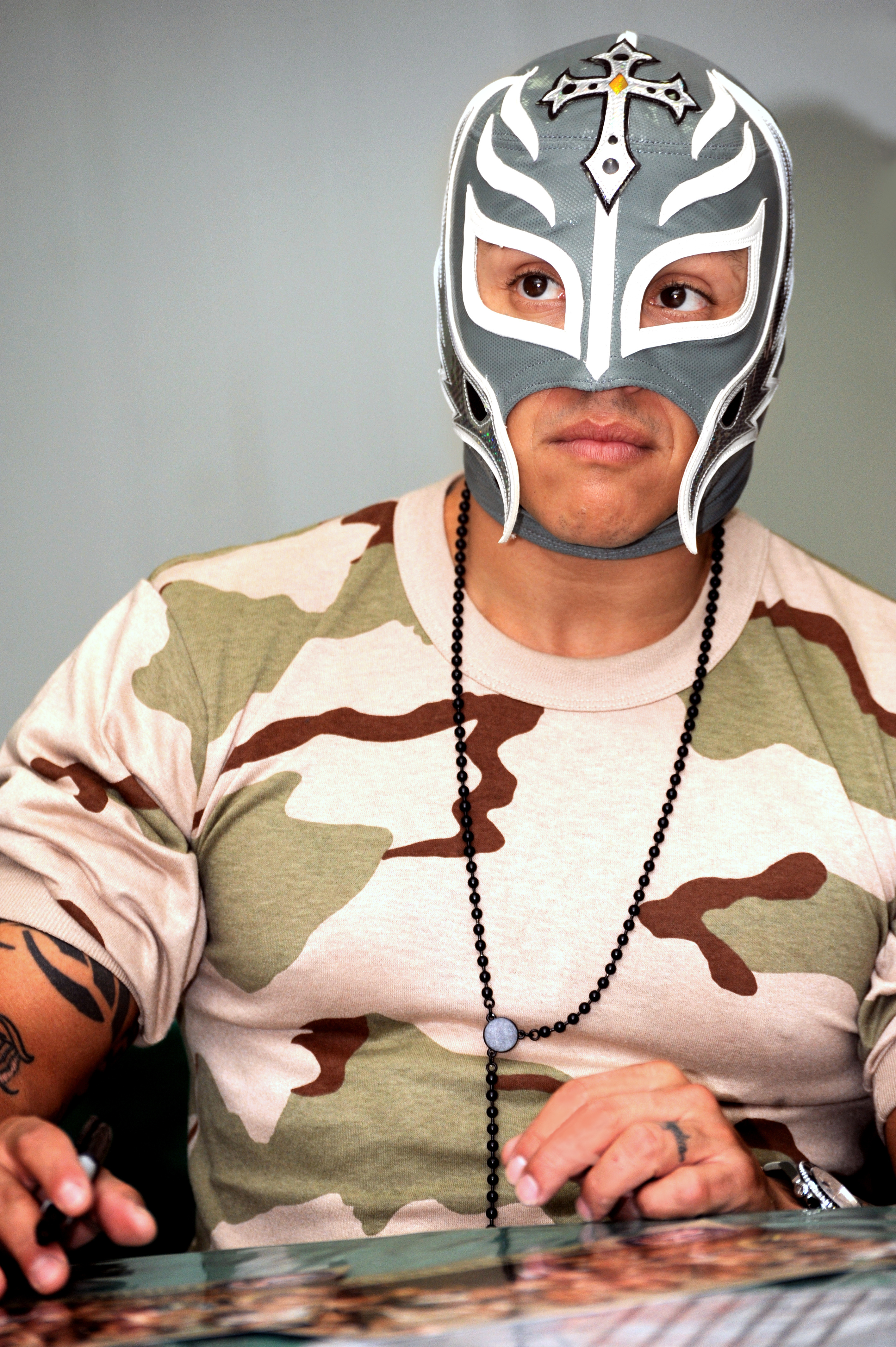

(azok a mozdulatok amelyeknek van magyar fordítása azok már magyarul vannak leírva)

### Befejező mozdulatok
- 619 után egy Diving splash, néha a sarokból – WWE
- Droppin' Da Dime (Leg drop a sarokból) – ECW / WCW / WWE
- Frankensteiner – WCW; ritkán használva a WWE-ben
- Békaugrás – WWE; adoptálva Eddie Guerrero-tól
- Fejes a sarokból – ECW / WCW; párszor a WWE-ben
- Senton a sarokból – ECW / WCW; signatureként használva a WWE-ben
- West Coast Pop (Hurricanrana a sarokból) – ECW / WCW / WWE

### Signature mozdulatok
- Armbar
- Arm wrench inside cradle
- Baseball slide
- Bronco buster
- Bulldog, gyakran kontraként használva
- Hurricanrana, néhányszor a ring széléről
- Dropkick, sometimes while springboarding or from the top rope
- Mysterio Express (Leg trap sunset flip powerbomb)
- Somersault
- Holdszaltó kitárt lábakkal
- Holdszaltó a sarokból
- Thesz press
- Tilt-a-whirl
- Wheelbarrow bodyscissors

## Magánélete
Nős, három gyermeke van. Állítása szerint a gyermekeivel "baráti" viszonya van.

## Sikerei

### Asistencia Asesoría y Administración
- Mexican National Trios Bajnok (1x)
- Mexican National Welterweight Bajnok (1x)
- AAA Hall of Fame (2007)

### World Championship Wrestling
- WCW Cruiserweight Bajnok (5x)
- WCW Cruiserweight Tag Team Bajnok (1x)
- WCW World Tag Team Bajnok (3x)
- WCW Magazine Match of the Year (1997)

### World Wrestling Association
- WWA Lightweight Bajnok (3x)
- WWA Tag Team Bajnok (1x)
- WWA Welterweight Bajnok (3x)

### WWE
- WWE Bajnok (1x)
- World Heavyweight Bajnok (2x)
- Intercontinental Bajnok (2x)
- WWE Tag Team Bajnok (4x)
- Cruiserweight Bajnok (3x)
- Royal Rumble (2006)
- United States Bajnok (2x)
- SmackDown Tag Team Bajnok (1x)

## Külső hivatkozások
- Hivatalos oldal

## Fordítás
- Ez a szócikk részben vagy egészben  a   Rey_mysterio című angol Wikipédia-szócikk fordításán alapul.  Az eredeti cikk szerkesztőit annak laptörténete sorolja fel. Ez a jelzés csupán a megfogalmazás eredetét és a szerzői jogokat jelzi, nem szolgál a cikkben szereplő információk forrásmegjelöléseként.